# Pancrudo
Pancrudo – gmina w Hiszpanii, w prowincji Teruel, w Aragonii, o powierzchni 100,12 km². W 2011 roku gmina liczyła 133 mieszkańców.